# Verein für Leibesübungen Wolfsburg 1996-1997
Questa voce raccoglie le informazioni riguardanti il Verein für Leibesübungen Wolfsburg nelle competizioni ufficiali della stagione 1996-1997.

## Stagione
Nella stagione 1996-1997 il Wolfsburg, allenato da Willi Reimann, concluse il campionato di 2. Bundesliga al 2º posto e fu promosso in Bundesliga. In Coppa di Germania il Wolfsburg fu eliminato al secondo turno dall'Energie Cottbus.

## Rosa
| N. |                        | Ruolo | Calciatore        |
| -- | ---------------------- | ----- | ----------------- |
| 1  | Germania (bandiera)    | P     | Uwe Zimmermann    |
| 2  | Germania (bandiera)    | C     | Markus Kullig     |
| 3  | Germania (bandiera)    | C     | Matthias Stammann |
| 4  | Danimarca (bandiera)   | D     | Jann Jensen       |
| 5  | Croazia (bandiera)     | D     | Zoran Tomčić      |
| 6  | Germania (bandiera)    | D     | Jens Keller       |
| 7  | Germania (bandiera)    | A     | Roy Präger        |
| 8  | Germania (bandiera)    | D     | Holger Ballwanz   |
| 9  | Polonia (bandiera)     | A     | Piotr Tyszkiewicz |
| 10 | Stati Uniti (bandiera) | C     | Chad Deering      |
| 11 | Germania (bandiera)    | A     | Stefan Meißner    |

| N. |                                 | Ruolo | Calciatore         |
| -- | ------------------------------- | ----- | ------------------ |
| 12 | Germania (bandiera)             | D     | Oliver Lüttkenhaus |
| 13 | Bulgaria (bandiera)             | A     | Petăr Mihtarski    |
| 14 | Germania (bandiera)             | D     | Ulf-Volker Probst  |
| 15 | Germania (bandiera)             | D     | Peter Kleeschätzky |
| 16 | Germania (bandiera)             | C     | Michael Butrej     |
| 17 | Germania (bandiera)             | C     | Sven Ratke         |
| 18 | Germania (bandiera)             | C     | Detlev Dammeier    |
| 19 | Germania (bandiera)             | D     | Matthias Maucksch  |
| 20 | Bosnia ed Erzegovina (bandiera) | C     | Sead Kapetanović   |
| 21 | Germania (bandiera)             | C     | Michael Spies      |
| 22 | Germania (bandiera)             | P     | Jörg Hoßbach       |

## Organigramma societario
Area tecnica
- Allenatore: Willi Reimann
- Allenatore in seconda:
- Preparatore dei portieri:
- Preparatori atletici: Manfred Kroß

## Calciomercato

### Sessione estiva
| Acquisti | Acquisti        | Acquisti      | Acquisti |
| R.       | Nome            | da            | Modalità |
| -------- | --------------- | ------------- | -------- |
| A        | Petăr Mihtarski | CSKA Sofia    |          |
| D        | Zoran Tomčić    | Segesta       |          |
| C        | Chad Deering    | Kickers Emden |          |

| Cessioni | Cessioni       | Cessioni   | Cessioni |
| R.       | Nome           | a          | Modalità |
| -------- | -------------- | ---------- | -------- |
| A        | Guido Erhard   | Magonza    |          |
| C        | Ralf Ewen      | Paderborn  |          |
| C        | Uwe Klein      | Siegen     |          |
| D        | Frank Lieberam | Magdeburgo |          |

### Sessione invernale
| Acquisti | Acquisti | Acquisti | Acquisti |
| R.       | Nome     | da       | Modalità |
| -------- | -------- | -------- | -------- |

| Cessioni | Cessioni | Cessioni | Cessioni |
| R.       | Nome     | a        | Modalità |
| -------- | -------- | -------- | -------- |

## Risultati

### 2. Bundesliga

#### Girone di andata
| Arbitro: | Zerr |

|                         |           |  |
| Schneider 11’ Krieg 55’ | Marcatori |  |

| Arbitro: | Wack |

|            |           |            |
| Präger 78’ | Marcatori | 19’ Preetz |

| Arbitro: | Stark |

|  |           |                              |
|  | Marcatori | 30’ Maucksch 48’ Tyszkiewicz |

| Arbitro: | Dörr |

|                                                   |           |  |
| Ballwanz 15’ Tschiedel 53’ (aut.) Tyszkiewicz 57’ | Marcatori |  |

| Arbitro: | Hufgard |

|  |           |                 |
|  | Marcatori | 32’ Tyszkiewicz |

| Wolfsburg 16 settembre 1996, ore 19:30 CEST 6ª giornata | Wolfsburg | 0 – 0 referto | Kaiserslautern | VfL-Stadion am Elsterweg (10 237 spett.)\| Arbitro: \| Aust \| |
| Arbitro:                                                | Aust      |               |                |                                                                |

| Arbitro: | Gettke |

|                 |           |                                              |
| Butt 70’ (rig.) | Marcatori | 19’, 49’ Keller 26’ Ballwanz 74’ Tyszkiewicz |

| Wolfsburg 27 settembre 1996, ore 19:00 CEST 8ª giornata | Wolfsburg | 0 – 0 referto | Lubecca | VfL-Stadion am Elsterweg (4 300 spett.)\| Arbitro: \| Lange \| |
| Arbitro:                                                | Lange     |               |         |                                                                |

| Zwickau 6 ottobre 1996, ore 15:00 CEST 9ª giornata | Zwickau | 0 – 0 referto | Wolfsburg | Westsachsenstadion (6 241 spett.)\| Arbitro: \| Neis \| |
| Arbitro:                                           | Neis    |               |           |                                                         |

| Arbitro: | Fandel |

|             |           |            |
| Meißner 42’ | Marcatori | 2’ Hofmann |

| Arbitro: | Keßler |

|                 |           |             |
| Komljenović 45’ | Marcatori | 29’ Meißner |

| Arbitro: | Blumenstein |

|                                  |           |                     |
| Deering 47’ Tomčić 53’ Spies 89’ | Marcatori | 34’ (aut.) Maucksch |

| Arbitro: | Schütz |

|          |           |  |
| Lust 49’ | Marcatori |  |

| Wolfsburg 15 novembre 1996, ore 19:00 CET 14ª giornata | Wolfsburg | 0 – 0 referto | Kickers Stoccarda | VfL-Stadion am Elsterweg (4 766 spett.)\| Arbitro: \| Prengel \| |
| Arbitro:                                               | Prengel   |               |                   |                                                                  |

| Arbitro: | Friedrichs |

|                                        |           |                                        |
| Schneider 24’ Weber 83’ Holetschek 89’ | Marcatori | 14’ Tyszkiewicz 37’ Spies 62’ Maucksch |

| Arbitro: | Frey |

|                 |           |  |
| Tyszkiewicz 56’ | Marcatori |  |

| Magonza 6 dicembre 1996, ore 19:00 CET 17ª giornata | Magonza | 0 – 0 referto | Wolfsburg | Stadion am Bruchweg (6 358 spett.)\| Arbitro: \| Wezel \| |
| Arbitro:                                            | Wezel   |               |           |                                                           |

#### Girone di ritorno
| Arbitro: | Fleischer |

|                             |           |             |
| Tyszkiewicz 21’ Meißner 45’ | Marcatori | 90’ Akonnor |

| Arbitro: | Werthmann |

|          |           |  |
| Veit 61’ | Marcatori |  |

| Arbitro: | Hufgard |

|                        |           |  |
| Präger 65’ Meißner 87’ | Marcatori |  |

| Arbitro: | Stark |

|               |           |            |
| Brinkmann 55’ | Marcatori | 51’ Jensen |

| Arbitro: | Gettke |

|                                            |           |          |
| Spies 15’ Deering 50’, 73’, 81’ Präger 68’ | Marcatori | 36’ Vier |

| Arbitro: | Krug |

|                                            |           |  |
| Rische 55’ Ratinho 60’ Rufer 61’ Riedl 87’ | Marcatori |  |

| Arbitro: | Insam |

|                        |           |                               |
| Meißner 21’ Präger 67’ | Marcatori | 20’ Elberfeld 37’ Valentinčič |

| Lubecca 13 aprile 1997, ore 15:00 CEST 25ª giornata | Lubecca | 0 – 0 referto | Wolfsburg | Stadion an der Lohmühle (11 150 spett.)\| Arbitro: \| Dörr \| |
| Arbitro:                                            | Dörr    |               |           |                                                               |

| Arbitro: | Schmidt |

|              |           |           |
| Stammann 76’ | Marcatori | 70’ Menze |

| Arbitro: | Wack |

|              |           |                              |
| Luginger 53’ | Marcatori | 35’, 66’ Präger 43’ Stammann |

| Arbitro: | Dehmelt |

|                                                       |           |            |
| Tyszkiewicz 11’ Ballwanz 33’ Dammeier 66’ Deering 75’ | Marcatori | 27’ Janßen |

| Meppen 9 maggio 1997, ore 19:00 CEST 29ª giornata | Meppen | 0 – 0 referto | Wolfsburg | Emslandstadion (7 600 spett.)\| Arbitro: \| Schütz \| |
| Arbitro:                                          | Schütz |               |           |                                                       |

| Wolfsburg 16 maggio 1997, ore 19:00 CEST 30ª giornata | Wolfsburg | 0 – 0 referto | Unterhaching | VfL-Stadion am Elsterweg (8 543 spett.)\| Arbitro: \| Keßler \| |
| Arbitro:                                              | Keßler    |               |              |                                                                 |

| Stoccarda 21 maggio 1997, ore 18:30 CEST 31ª giornata | Kickers Stoccarda | 0 – 0 referto | Wolfsburg | Waldau-Stadion (4 327 spett.)\| Arbitro: \| Müller \| |
| Arbitro:                                              | Müller            |               |           |                                                       |

| Arbitro: | Frey |

|                                                  |           |             |
| Spies 13’, 83’ Tyszkiewicz 54’ Hauser 90’ (aut.) | Marcatori | 49’ Bennert |

| Arbitro: | Wagner |

|  |           |                                      |
|  | Marcatori | 49’ Tomčić 82’ Kapetanović 90’ Ratke |

| Arbitro: | Heynemann |

|                                                           |           |                                       |
| Präger 14’, 24’ Dammeier 27’ (rig.), 67’ (rig.) Ratke 76’ | Marcatori | 7’, 88’ Demandt 51’ Klopp 59’ Ouakili |

### Coppa di Germania
| Arbitro: | Keßler |

|  |           |                                                       |
|  | Marcatori | 24’ Meißner 40’ (rig.) Maucksch 50’ Probst 75’ Präger |

| Arbitro: | Casper |

|             |           |  |
| Seifert 87’ | Marcatori |  |

## Statistiche

### Statistiche di squadra
| Competizione      | Punti | In casa | In casa | In casa | In casa | In casa | In casa | In trasferta | In trasferta | In trasferta | In trasferta | In trasferta | In trasferta | Totale | Totale | Totale | Totale | Totale | Totale | DR  |
| Competizione      | Punti | G       | V       | N       | P       | Gf      | Gs      | G            | V            | N            | P            | Gf           | Gs           | G      | V      | N      | P      | Gf     | Gs     | DR  |
| ----------------- | ----- | ------- | ------- | ------- | ------- | ------- | ------- | ------------ | ------------ | ------------ | ------------ | ------------ | ------------ | ------ | ------ | ------ | ------ | ------ | ------ | --- |
| 2. Bundesliga     | 58    | 17      | 9       | 8       | 0       | 34      | 14      | 17           | 5            | 8            | 4            | 18           | 15           | 34     | 14     | 16     | 4      | 52     | 29     | +23 |
| Coppa di Germania | -     | 0       | 0       | 0       | 0       | 0       | 0       | 2            | 1            | 0            | 1            | 4            | 1            | 2      | 1      | 0      | 1      | 4      | 1      | +3  |
| Totale            | 58    | 17      | 9       | 8       | 0       | 34      | 14      | 19           | 6            | 8            | 5            | 22           | 16           | 36     | 15     | 16     | 5      | 56     | 30     | +26 |

### Andamento in campionato
| Giornata  | 1  | 2  | 3 | 4 | 5 | 6 | 7 | 8 | 9 | 10 | 11 | 12 | 13 | 14 | 15 | 16 | 17 | 18 | 19 | 20 | 21 | 22 | 23 | 24 | 25 | 26 | 27 | 28 | 29 | 30 | 31 | 32 | 33 | 34 |
| --------- | -- | -- | - | - | - | - | - | - | - | -- | -- | -- | -- | -- | -- | -- | -- | -- | -- | -- | -- | -- | -- | -- | -- | -- | -- | -- | -- | -- | -- | -- | -- | -- |
| Luogo     | T  | C  | T | C | T | C | T | C | T | C  | T  | C  | T  | C  | T  | C  | T  | C  | T  | C  | T  | C  | T  | C  | T  | C  | T  | C  | T  | C  | T  | C  | T  | C  |
| Risultato | P  | N  | V | V | V | N | V | N | N | N  | N  | V  | P  | N  | N  | V  | N  | V  | P  | V  | N  | V  | P  | N  | N  | N  | V  | V  | N  | N  | N  | V  | V  | V  |
| Posizione | 15 | 15 | 8 | 4 | 2 | 3 | 1 | 1 | 2 | 4  | 2  | 2  | 2  | 4  | 5  | 3  | 4  | 3  | 3  | 3  | 3  | 3  | 3  | 3  | 3  | 4  | 3  | 3  | 3  | 3  | 3  | 3  | 3  | 2  |

Legenda:

Luogo: C = Casa; T = Trasferta. Risultato: V = Vittoria; N = Pareggio; P = Sconfitta.

### Statistiche dei giocatori
| Giocatore       | 2. Bundesliga | 2. Bundesliga | 2. Bundesliga | 2. Bundesliga | Coppa di Germania | Coppa di Germania | Coppa di Germania | Coppa di Germania | Totale   | Totale | Totale      | Totale     |
| Giocatore       | Presenze      | Reti          | Ammonizioni   | Espulsioni    | Presenze          | Reti              | Ammonizioni       | Espulsioni        | Presenze | Reti   | Ammonizioni | Espulsioni |
| --------------- | ------------- | ------------- | ------------- | ------------- | ----------------- | ----------------- | ----------------- | ----------------- | -------- | ------ | ----------- | ---------- |
| H. Ballwanz     | 26            | 3             | 9             | 0             | 2                 | 0                 | 1                 | 0                 | 28       | 3      | 10          | 0          |
| M. Butrej       | 4             | 0             | 0             | 0             | 0                 | 0                 | 0                 | 0                 | 4        | 0      | 0           | 0          |
| D. Dammeier     | 29            | 3             | 6             | 2             | 2                 | 0                 | 1                 | 0                 | 31       | 3      | 7           | 2          |
| C. Deering      | 26            | 5             | 5             | 0             | 2                 | 0                 | 0                 | 0                 | 28       | 5      | 5           | 0          |
| J. Hoßbach      | 0             | 0             | 0             | 0             | 0                 | 0                 | 0                 | 0                 | 0        | 0      | 0           | 0          |
| J. Jensen       | 31            | 1             | 5             | 0             | 2                 | 0                 | 0                 | 0                 | 33       | 1      | 5           | 0          |
| S. Kapetanović  | 30            | 1             | 3             | 0             | 1                 | 0                 | 0                 | 0                 | 31       | 1      | 3           | 0          |
| J. Keller       | 28            | 2             | 9             | 0             | 2                 | 0                 | 0                 | 0                 | 30       | 2      | 9           | 0          |
| P. Kleeschätzky | 17            | 0             | 4             | 0             | 2                 | 0                 | 0                 | 0                 | 19       | 0      | 4           | 0          |
| M. Kullig       | 3             | 0             | 0             | 0             | 0                 | 0                 | 0                 | 0                 | 3        | 0      | 0           | 0          |
| O. Lüttkenhaus  | 2             | 0             | 1             | 0             | 0                 | 0                 | 0                 | 0                 | 2        | 0      | 1           | 0          |
| M. Maucksch     | 18            | 2             | 2             | 0             | 2                 | 1                 | 0                 | 0                 | 20       | 3      | 2           | 0          |
| S. Meißner      | 31            | 5             | 7             | 1             | 2                 | 1                 | 0                 | 0                 | 33       | 6      | 7           | 1          |
| P. Mihtarski    | 17            | 0             | 2             | 0             | 1                 | 0                 | 1                 | 0                 | 18       | 0      | 3           | 0          |
| U. Probst       | 20            | 0             | 5             | 0             | 1                 | 1                 | 0                 | 0                 | 21       | 1      | 5           | 0          |
| R. Präger       | 31            | 8             | 10            | 1             | 2                 | 1                 | 0                 | 0                 | 33       | 9      | 10          | 1          |
| S. Ratke        | 13            | 2             | 4             | 0             | 0                 | 0                 | 0                 | 0                 | 13       | 2      | 4           | 0          |
| M. Spies        | 27            | 5             | 7             | 0             | 0                 | 0                 | 0                 | 0                 | 27       | 5      | 7           | 0          |
| M. Stammann     | 20            | 2             | 1             | 1             | 0                 | 0                 | 0                 | 0                 | 20       | 2      | 1           | 1          |
| Z. Tomčić       | 30            | 2             | 8             | 1             | 2                 | 0                 | 0                 | 0                 | 32       | 2      | 8           | 1          |
| P. Tyszkiewicz  | 30            | 9             | 5             | 0             | 2                 | 0                 | 0                 | 0                 | 32       | 9      | 5           | 0          |
| U. Zimmermann   | 34            | 0             | 2             | 0             | 2                 | 0                 | 0                 | 0                 | 36       | 0      | 2           | 0          |